# Беллюстин, Всеволод Константинович
Все́волод Константи́нович Беллю́стин (1865—1925) ― российский советский педагог, методист по начальной арифметике, автор книги «Как постепенно люди дошли до настоящей арифметики».

## Биография
Родился 22 января (3 февраля) 1865 года в городе Зубцов Тверской губернии. Его отец, Константин Степанович Беллюстин, был священником Успенского собора в том же городе, умер, когда Всеволоду было 11 лет.
В 1881 году окончил Тверскую гимназию, после которого поступил на физико-математический факультет Московского университета. Окончил университет в 1886 году со степенью кандидата.
После университета работал в Алексинском уездном училище. В 1902 году на учительских курсах Беллюстин познакомился с учительницей Орловой Раисой Львовной и в 1903 году они поженились.
С 1903 по 1912 год был директором Поливановской учительской семинарии.
С 1912 по 1916 год работал директором народных училищ Владимирской губернии, с 1916 по 1919 год был директором Нижегородского учительского института. В 1919―1921 годах работал учителем в сельской школе в Саранском уезде.
В 1921 году Всеволод Беллюстин был обвинен в контрреволюционной деятельности. В том же году вернулся в Нижегородский учительский институт, где до конца своей жизни преподавал психологию, педагогику, историю и методику преподавания математики.
Умер 21 марта 1925 года в Нижнем Новгороде, похоронен на Бугровском кладбище.

## Сочинения
- Беллюстин В. К. Как постепенно люди дошли до настоящей арифметики. — М.: Физматгиз, 1922.
- Беллюстин В.К. Методика арифметики. Ч. 1. — 1908‍[5]